# استپی (سرده)
استپی، چمن پری، چمن سوزنی (نام علمی: Stipa) نام یک سرده از تیره گندمیان است. سرده استپی در ایران در حدود ۲۰ گونه گیاه گندمی چندساله و یکساله دارد.

## گونه‌های موجود در ایران
Stipa atriseta Stapf ex Bor
S. barbata Desf.
S. bromoides (L.) Dorfler
S. capensis Thunb.
S. capillata L.
S. caragana Trin.
S. caucasica Schmalh.
S. gaubae Bor
S. haussknechtii Boiss.
S. hohenackeriana Trin. & Pupr.
S. krascheninnikovii Roshev.
S. kurdistanica Bor
S. lagascae Roemer & Schultes
S. lessingiana Trin. & Rupr.
S. lingua Junge
S. parviflora Desf.
S. pennata L.
S. pulcherrima C. Koch
S. tenerrima Bornm. & Gauba

## نگارخانه

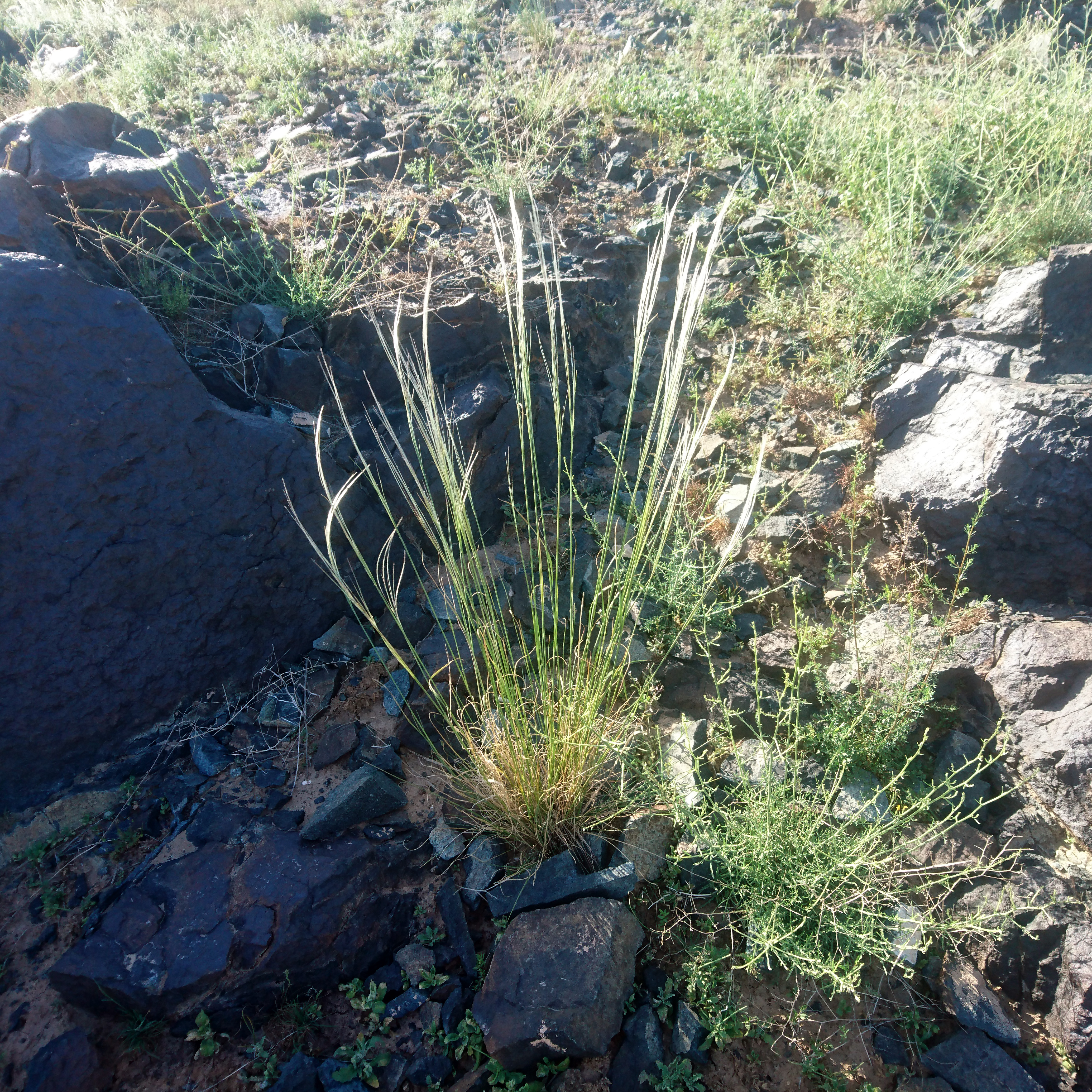
نوعی استپی
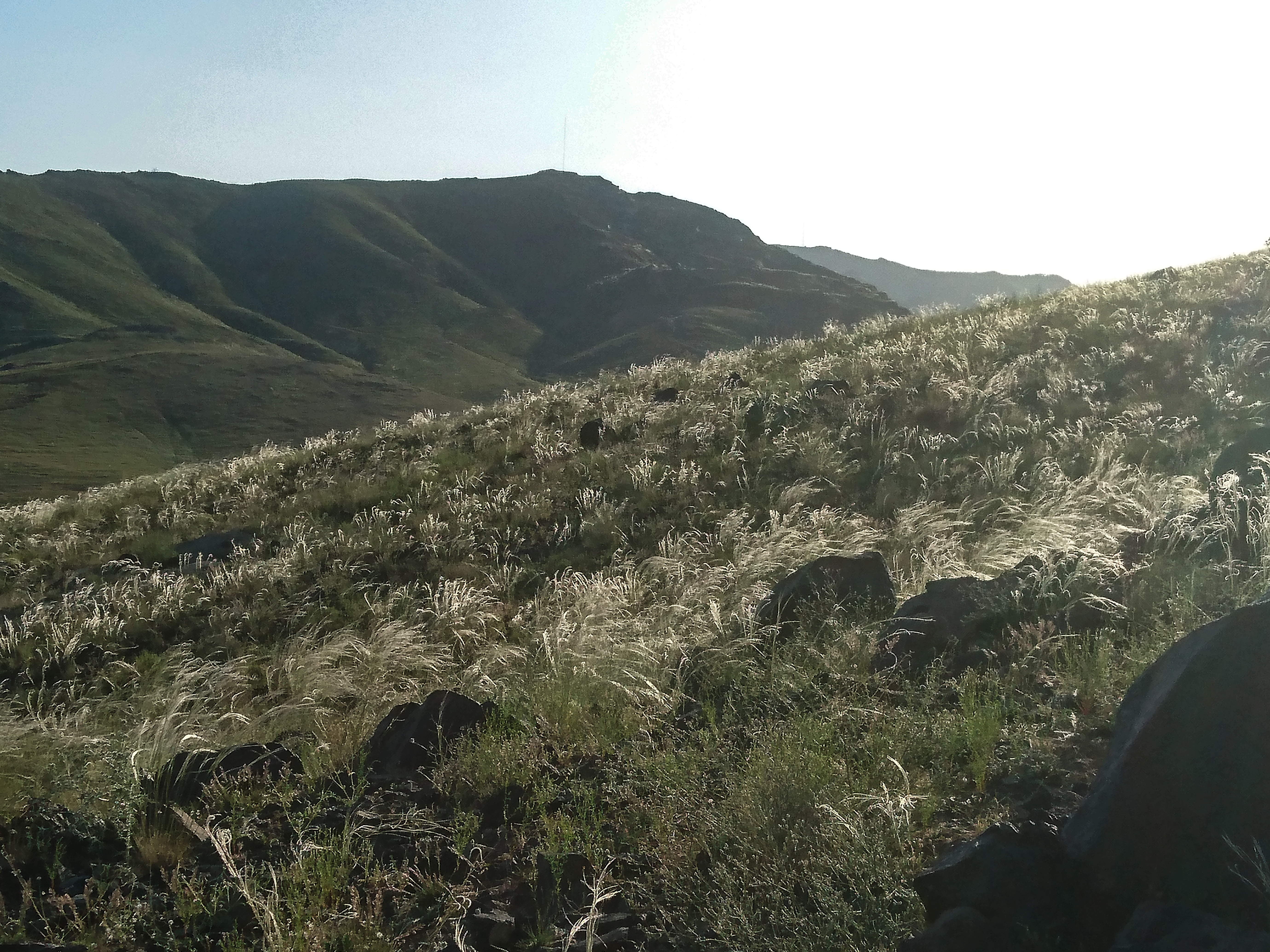
رویش استپی در دامنه کوه
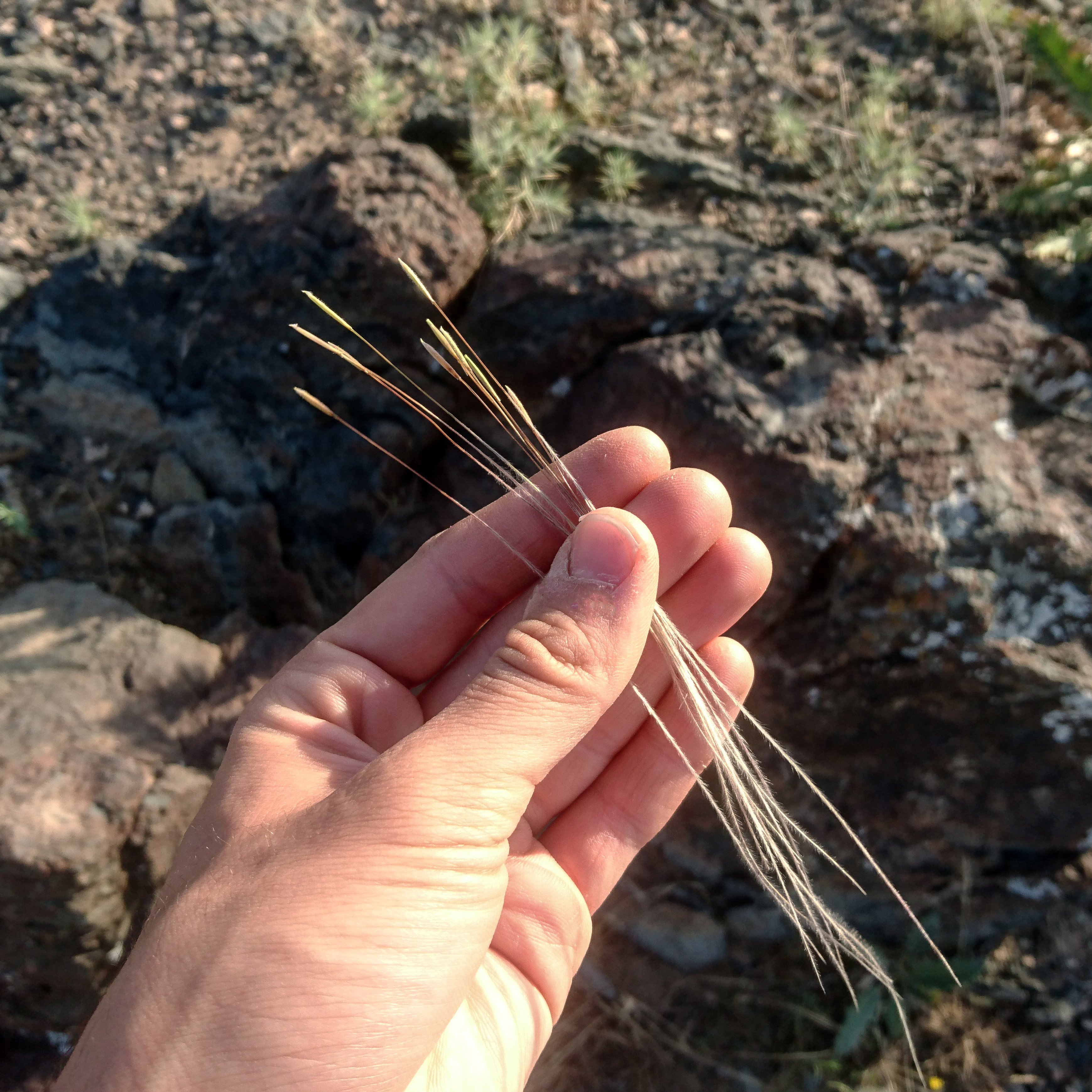
بذر نوعی استپی
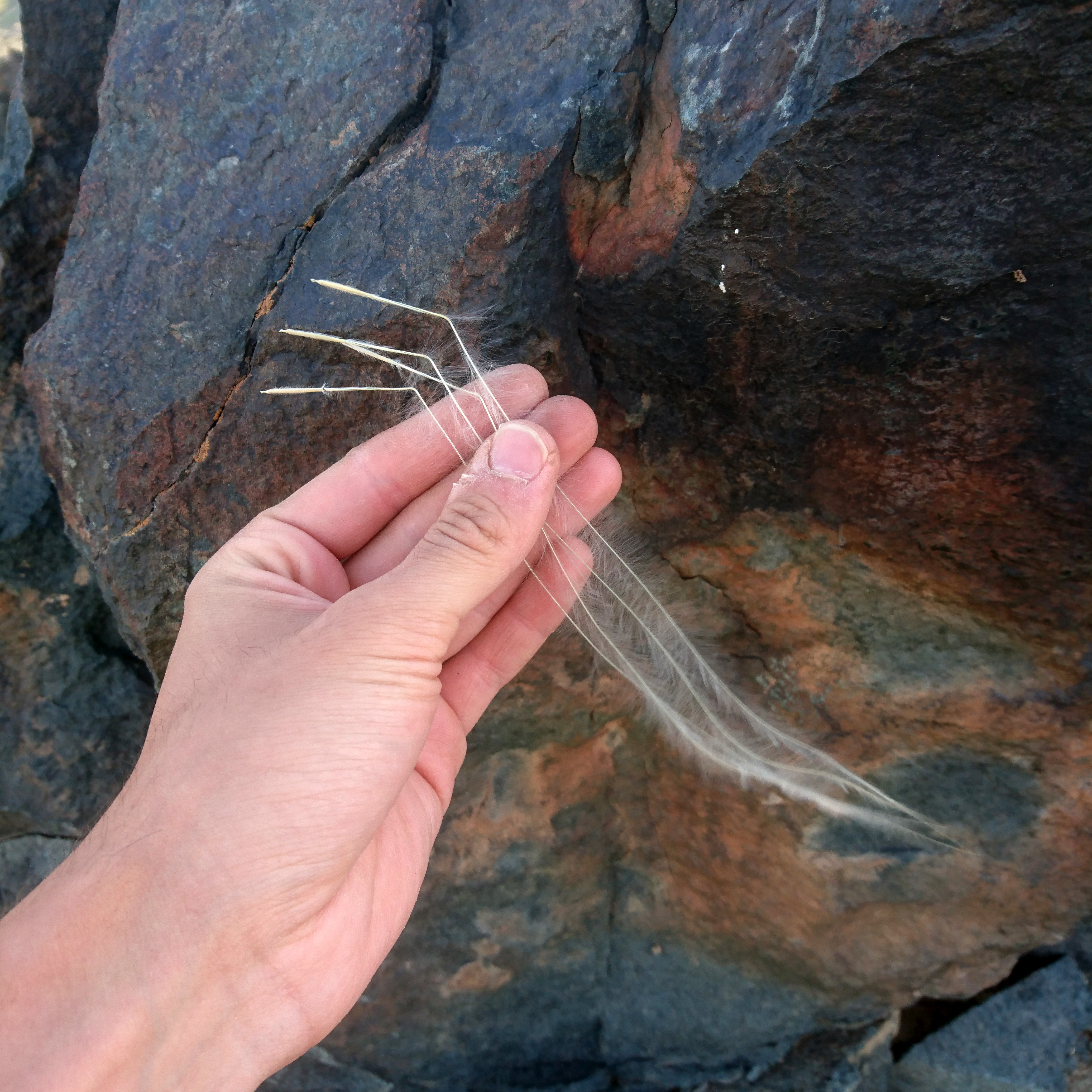
بذر نوعی استپی
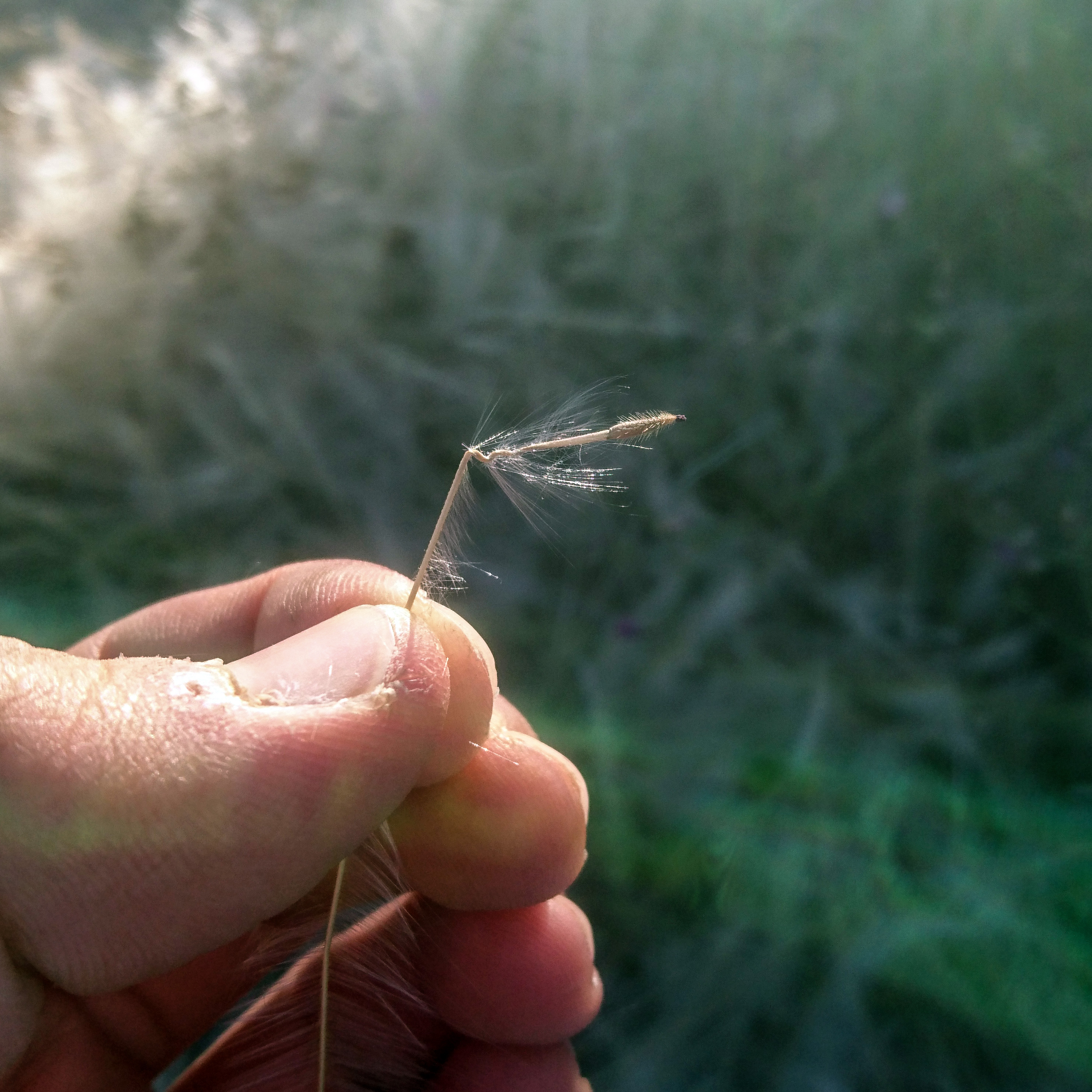
نمای نزدیک بذر